# ام. موریس هاکس‌ورث
ام. موریس هاکس‌ورث (انگلیسی: M. Maurice Hawkesworth؛ زادهٔ ۲۳ فوریهٔ ۱۹۶۰) یک موسیقی‌دان، تهیه‌کننده موسیقی و ترانه‌سرا اهل ایالات متحده آمریکا است. وی از سال ۱۹۸۸ میلادی تاکنون مشغول فعالیت بوده‌است. هاکس‌ورث در میانه دهه ۱۹۸۰ به اروپا نقل مکان کرد. او کارش را با طراحی و نقاشی آغاز کرد و، نقاشی‌های خود را در «نمایشگاه پاییزه هنرمندان دن فری» در سال‌های ۱۹۸۸، ۱۹۸۹ و ۱۹۹۰ به نمایش گذاشت. او چندین پوستر موفق طراحی کرد که یکی از آن‌ها در نهاد هوور به نمایش گذاشته شده است.
از فیلم‌ها یا مجموعه‌های تلویزیونی که وی در آن‌ها نقش داشته‌است می‌توان به همه‌چیز درباره آنا اشاره نمود.